# Alliance Démocratique
De Alliance Démocratique AD (Nederlands: Democratische Alliantie) was een centrumrechtse partij in Frankrijk, die in 1901 werd  gevormd. De Alliance Démocratique was een seculiere en klassiek liberale groepering die samen met de Républicains Radicaux et Radicaux-Socialistes de meeste regeringen in de latere periode van de Derde Franse Republiek (1901-1940) domineerde. Ze waren voorstander van de invoering van de scheiding van kerk en staat. Dat punt werd in de eerste jaren na de oprichting gerealiseerd en is nog steeds in het onderwijs en het bestuur in Frankrijk van toepassing.
De Alliance Démocratique was nog geen echte politieke partij, een strakke organisatie ontbrak, maar had meer weg van een losjes bijeengehouden vereniging. Tijdens haar bestaan stond zij bekend onder verschillende namen:
- Alliance Républicaine Démocratique ARD, Democratische Republikeinse Alliantie, 1901 - 1911
- Parti Républicain Démocratique PRD, Republikeins-Democratische Partij, 1911 - 30 juni 1920
- Parti Républicain Démocratique et Social PRDS, 30 juni 1920 - november 1926
- Alliance Démocratique AD, november 1926 - 1940/1978[2]

De partij verloor na de Tweede Wereldoorlog aan betekenis, maar werd pas in 1978 formeel ontbonden.

## Geschiedenis

### 1901-1940
De Alliance Démocratique werd op 23 oktober 1901 onder de naam Alliance Républicaine Démocratique opgericht, door aanhangers van de vroegere premiers Léon Gambetta, Jules Ferry. Geïnteresseerden waren Raymond Poincaré, de latere president, en Paul Stapfer, lid van de Ligue des droits de l'homme. Onder de oprichters vonden zich vooral rijke mensen en intellectuelen uit de grote stad. De partij ondersteunde het beleid van premier René Waldeck-Rousseau (1899-1902) en zelfs dat van diens opvolger Émile Combes (1902-1905). Na het uiteenvallen in 1907 van het Bloc des Gauches, dat uit de Alliance Républicaine Démocratique, Républicains Radicaux et Radicaux-Socialistes PRS en Socialistes Indépendants bestond, streefde de Alliance Démocratique naar de vorming van een Bloc des Démocrates van de republikeinse partijen en de PRS, maar zonder de socialisten.
De Alliance Démocratique was van oorsprong een centrumlinkse partij, gekant tegen de monarchisten en de rechtse Fédération Républicaine, dus ook tegen  Jules Méline en  Alexandre Ribot. Ze waren er voor het laïcisme zo veel mogelijk in te voeren, dus voor laïcistisch onderwijs en een strikte scheiding van kerk en staat. De partij was ook voorstander van samenwerking met de PRS, de Radicaal-Socialistische Partij, en naar een herstel van de eenheid van republikeinse partijen, zoals die in de 19e eeuw bestond. Nadat de meeste programmapunten van de Alliance Démocratique in de eerste jaren na de oprichting waren gerealiseerd en het verdwijnen van monarchistisch rechts schoof de Alliance Démocratique als gevolg van de opkomende socialistische SFIO en de communistische SFIC, maar ook door de opkomst van  partijen in het politieke centrum, zoals de Parti Démocrate Populaire, naar rechts op.
Armand Fallières werd bij de presidentsverkiezingen van 1906 en Raymond Poincaré bij de verkiezingen van 1913 tot president van Frankrijk gekozen.
De AD (PRD) vormden met de Fédération Républicaine, de Katholiek-liberale Action Libérale, de Radicaux Indépendants en andere conservatieve partijen na de Eerste Wereldoorlog het Bloc Nationale, het Nationaal Blok, dat met patriottische en tegen het bolsjewisme gerichte leuzen de verkiezingen van 1919 inging. Bij de parlementsverkiezingen van 1919 behaalde het Bloc National een zege, hoewel de Alliance Démocratique het als zelfstandige partij binnen het Bloc minder goed deed dan bij de verkiezingen van 1914. De regeringen van het Bloc bleven tot de verkiezingsoverwinning van links in 1924 aan de macht, Poincaré was van 1922 tot 1924 premier. De Alliance Démocratique en de PRS vormden van 1926 tot 1929 de spil van de centrumrechtse kabinetten. Bij de parlementsverkiezingen van 1928 behaalde de Alliance Démocratique een beperkte winst die men in de jaren 30, in de crisisjaren, zag verdampen.
De Alliance Démocratique haalde weer een groot succes behaalde bij de presidentsverkiezingen van 1932, toen Albert Lebrun tot president van Frankrijk werd gekozen. De Alliance Démocratique verzette zich fel tegen de regeringen van het linkse Volksfront en schoof verder naar rechts op.

### 1940-1978
De Tweede Wereldoorlog betekende voor de Alliance Démocratique het einde van deelname aan de actieve politiek. De meeste parlementariërs van de Alliance Démocratique stemden op 10 juli 1940 vóór het verlenen van volmachten aan generaal Pétain. Er waren in Frankrijk 80 anti-Duits gezinde parlementariërs, zowel kamerleden als senatoren die, na de nederlaag van Frankrijk tegen nazi-Duitsland die dag weigerden in te stemmen met de opheffing van de Derde Franse Republiek, met de stichting van het pro-Duitse Vichy-Frankrijk en de toekenning van speciale bevoegdheden aan Pétain, de premier. Het idee van een krachtige staat en een verzwakking van de wetgevende macht, van het Franse parlement, sprak veel leden van de Alliance Démocratique aan. Vervolgens werden de politieke activiteiten van de Alliance Démocratique gestaakt, maar individuele partijleden bleven politiek actief. Zij steunden het bewind en vooral de regering van premier Pierre-Étienne Flandin (1940-1941). Flandin richtte een Nationale Raad op, die uit 78 vroege parlementariërs bestond, waaronder leden van de Alliance Démocratique. Die raad trad als adviesorgaan van de regering op.
Niet de hele Alliance Démocratique steunde de Vichy-regering, sommige hadden op 10 juli 1940 tegen het verlenen van volmachten gestemd en een aantal leden namen deel aan het verzet.
Joseph Laniel, een verzetsheld, probeerde na de Tweede Wereldoorlog de Alliance Démocratique, die haar politieke activiteiten medio 1944 hervatte, te hervormen. Hij stuitte echter op fel verzet van de oppermachtige behoudende vleugel die in de jaren kort na de Tweede Oorlog de partijleiding van de hervormingsgezinden overnam. De Alliance Démocratique maakte van 1946 tot 1949 deel uit van het Rassemblement des Gauches Républicaines RGS, Groepering van Linkse Republikeinen, anders dan dat de naam doet vermoeden een uiterst conservatieve groepering. De Alliance Démocratique ging in 1949 deel uitmaken van het conservatieve Centre National des Indépendants et Paysans CNIP, Nationaal Centrum van Onafhankelijken en Boeren. Flandin werd in 1950 tot voorzitter van de AD binnen het CNIP gekozen.
De Alliance Démocratique integreerde volledig binnen het CNIP, maar bleef desondanks officieel tot 1978 voortbestaan. Er werden tot 1978 nog keurig 'partijcongressen' in vorm van diners en biljartavonden in republikeinse clubs gehouden.
De parlementariërs voor de Alliance Démocratique zaten in de Kamer van Afgevaardigden, de Chambre des Députés, aan de linkerkant van de Kamer.

## Voorzitters
| persoon                | periode     |
| ---------------------- | ----------- |
| Adolphe Carnot         | 1902 - 1920 |
| Charles Jonnart        | 1920 - 1921 |
| Joseph Noulens         | 1921 - 1923 |
| Charles Jonnart        | 1923        |
| Antony Ratier          | 1923 - 1933 |
| Pierre-Étienne Flandin | 1933 - 1940 |
| Marcel Ventenat        | 1944 - 1949 |

## Presidenten van Frankrijk uit de Alliance Démocratique
Er zijn vijf politici van de Alliance Démocratique president van Frankrijk geworden.
| persoon          | ambtstermijn |
| ---------------- | ------------ |
| Émile Loubet     | 1899 - 1906  |
| Armand Fallières | 1906 - 1913  |
| Raymond Poincaré | 1913 - 1920  |
| Paul Deschanel   | 1920         |
| Albert Lebrun    | 1932 - 1940  |